# Lekeryds kyrka
Lekeryds kyrka är en kyrkobyggnad i Lekeryd i Växjö stift. Den är församlingskyrka i Lekeryds församling.

## Kyrkobyggnaden
Lekeryds kyrka är en romansk vitputsad kyrkobyggnad med metertjocka murar. Den består av långhus täckt med sadeltak, kor och korabsid med arkadbågar i öster samt torn i väster.
Lekeryds stenkyrka härrör från 1100-talet. Den byggdes i romansk stil med långhus och ett lägre och smalare kor försett med en halvrund absid. Kyrkan saknade torn. Dopfunten är från kyrkans äldsta tid och likaså den järnbeslagna ekdörren som nu leder in i sakristian. Inte mycket känt om kyrkans historia under de första århundradena, men under 1200-talet försågs den med ett triumfkrucifix och på 1400-talet skaffade man ett mariaskåp.
År 1527 återinvigdes kyrkan av biskop Hans Brask i Linköping; Lekeryd hörde på den tiden till Linköpings stift. Det fanns fem altaren: Högaltaret hade erhållit ett stort nordtyskt altarskåp. Övriga altaren var helgade åt Sankt Ciriacus, som var kyrkans skyddshelgon, jungfru Maria, Sankt Olof respektive den heliga Anna.
Under 1640-talet fick kyrkan en snidad predikstol. År 1758 installerades den första piporgeln, 1764 skänktes en altaruppsats, som ersatte altarskåpet, och 1782 tillkom takmålningar visande små änglar svävande på himlavalvet. År 1877 rensades kyrkan på allt som påminde om den romersk-katolska tiden. Åren 1922 och 1952 renoverades kyrkan, varvid sådant som gick att återställa restaurerades.

## Inventarier
- Altaruppsatsen i koret är gjord av Johan Ullberg och visar hur Jesus sträcker fram kalken vid den första nattvarden. På evangeliesidan finns en predikstol med sitt ljudtak och på epistelsidan står en kororgel, medan huvudorgeln, ursprungligen byggd av Erik Nordström i Eksjö, står på läktaren i väster. På norra väggen hänger ett stort medeltida altarskåp och på södra det gamla triumfkrucifixet. Dopfunten, som är jämngammal med kyrkan står numera i koret.
- Altarskåp tillverkat ca år 1500 av en nordtysk mästare. Dörrarna var på utsidan antagligen försedda med scener från gamla testamentet. När man sedan öppnade dörrarna såg man motiv från nya testamentet – Maria med Jesusbarnet och Anna själv tredje, samt över dem Fadern på ett moln. På dörren till vänster syns sex apostlar och helgonen Sankt Ciriacus och Sankt Kristoffer. På högra dörren resterande apostlar, Sankta Barbara och en biskop.
- Mariaskåp från 1400-talet.
- Altaruppsats (bild) från 1764 av bildhuggaren Johan Ullberg d.y. visande den första nattvarden i det ögonblick Jesus sträcker fram en kalk med vin.
- Triumfkrucifix från 1200-talet, som tidigare varit placerat i triumfbågen men nu hänger på södra långhusmuren.
- Dopfunt i sandsten från Bestiarius verkstad, skulpterad ca år 1200.
- Predikstol från 1640-talet med bilder av de fyra evangelisterna och några kvinnor.
- Takmålning utförd 1782 av målaren Rosenblad i Gränna.
- Järnbeslagen ekdörr in till sakristian. I runskrift på dörren står namnet Johan, kanske en präst i Lekeryd under kyrkans äldsta tid.
- Ljuskronor från 1700-talet (3 st.).
- Storklockan som väger 600 kilogram.
- Lillklockan med inskrift: "Gå in i Herrens portar med tacksägelse, i hans gårdar med lov".

## Orglar

### Wisteniusorgeln
- 1758: Jonas Wistenius, Linköping,[1] bygger ett 8-stämmigt orgelverk.
- 1795: Reparation av Pehr Schiörlin, Linköping.
- 1888: Flyttning av orgelverket till Örträsks kyrka, Lappland.

### Nordströmorgeln
- 1888: Erik Nordström, Eksjö, bygger en 1-manualig mekanisk piporgel med stumma fasadpipor.

Disposition (troligen):
| Manual C- f³        | Pedal C-h°    | Koppel       |
| Borduna 16’         | Subbas 16’    | Manual/pedal |
| Principal 8’        | Violoncell 8’ |              |
| Rörflöjt 8’         | Basun 16’     |              |
| Gamba 8’            |               |              |
| Salicional 8’       |               |              |
| Octava 4’           |               |              |
| Flute octaviante 4’ |               |              |
| Octava 2’           |               |              |
| Trumpet 8’          |               |              |

- 1914: Renovering av orgelbyggare Johannes Magnusson (1852–1923), Göteborg, som byter ut Gamba 8’ och Octava 2’ mot Voix céleste 8’ och Violin 8’. samt bygger in verket i ett crescendoskåp.
- 1952: Om- & tillbyggnad av firma Nils Hammarberg, Göteborg, varvid orgeln erhåller ett nytt verk med slejflåda på en andra manual, pedalens tonomfång ökas till ettstruket d (d¹) genom tillbyggnad av en särskild pneumatisk väderlåda, vilken placeras under ordinarie manuallåda. Orgeln får ny registratur, delvis ny traktur och nytt spelbord.

Disposition:
| Manual I C-f³              | Manual II C-f³            | Pedalverk C-d¹ | Koppel |
| Principal 8'               | Gedakt 8’ (1952)          | Subbas 16’     | I/P    |
| Rörflöjt 8'                | Principal 4' (1952)       | Oktava 8’      | II/P   |
| Oktava 4’                  | Hålflöjt 4’ (1952)        | Kvintadena 4’  | II/I   |
| Kvinta 2 2/3’ (1952)       | Blockflöjt 2’ (1952)      |                |        |
| Oktava 2’ (1952)           | Nasat 1 1/3’ (1952)       |                |        |
| Mixtur III chor. 1’ (1952) | Scharf II chor. ½’ (1952) |                |        |
| Trumpet 8’                 | Crescendosvällare         |                |        |

- 2005: Ombyggnad och restaurering av Ålems orgelverkstad, Ålem.

| Man I. Huvudverk         | Man II.       | Pedal         | Koppel |
| ------------------------ | ------------- | ------------- | ------ |
| Borduna 16' från lilla c | Gedackt 8'    | Subbas 16'    | II/I   |
| Principal 8'             | Salicional 8' | Violoncell 8' | II/P   |
| Rörflöjt 8'              | Principal 4'  | Oktava 4'     | I/P    |
| Gamba 8'                 | Flöjt 4'      |               |        |
| Oktava 4'                | Waldflöjt 2'  |               |        |
| Flûte octaviante 4'      | Oboe 8'       |               |        |
| Oktava 2                 |               |               |        |
| Trumpet 8'               |               |               |        |

### Kororgel
1987: Orgelbyggare Johannes Künckel levererar en mekanisk kororgel. Fasaden är ritad av Per Rudenstam.
Disposition: